# Nadim al-Dżumajjil
Nadim Baszir al-Dżumajjil (ur. 1 maja 1982 r. w Bikfajji) – libański polityk, maronita, syn byłego prezydenta Baszira al-Dżumajjila, działacz partii Kataeb. W 2009 r. został wybrany najmłodszym (obok Najli Tueni), deputowanym libańskiego Zgromadzenia Narodowego.